# Marginellidae
Marginellidae (nomeadas, em inglês e português, marginella -sing.). é uma família de moluscos gastrópodes marinhos predadores, classificada pelo naturalista John Fleming, em 1828, e pertencente à subclasse Caenogastropoda, na ordem Neogastropoda. Sua distribuição geográfica abrange principalmente os oceanos tropicais da Terra (particularmente na costa da África Ocidental). No passado, o gênero Marginella englobava quase todos os representantes da família Marginellidae; redefinida, após várias revisões, em novos gêneros; com apenas um representante de água doce no gênero Rivomarginella Brandt, 1968 São cerca de 30 gêneros e mais de 650 espécies conhecidas, nesta família.

## Descrição
Compreende, em sua totalidade, caramujos ou búzios de conchas ovoides ou subcilíndricas, de espiral baixa, média ou oculta; com a superfície lustrosa e colorida ou homogeneamente brancas; geralmente pequenas e raramente atingindo tamanhos superiores aos 10 centímetros de comprimento, como Afrivoluta pringlei, da África do Sul; com a maioria não ultrapassando os 5 centímetros. Algumas conchas com plicaturas axiais. É sempre característica na família a presença de um lábio externo com os bordos engrossados e columela com pregas visíveis. A grossa margem do lábio externo pode ter sido origem da denominação Marginella, inicial.

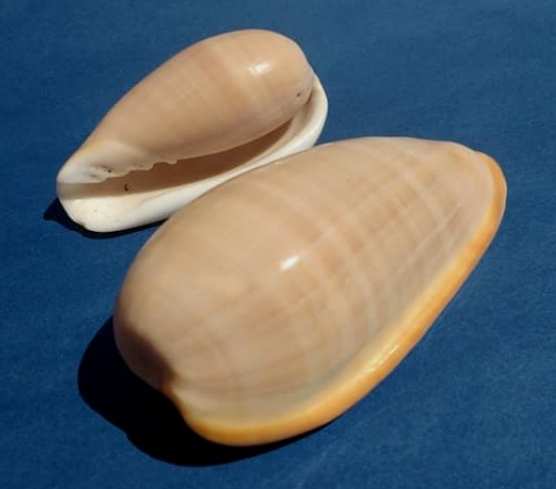
Duas conchas de Bullata bullata (Born, 1778), da costa central do Brasil. Atingindo até os 9 centímetros de comprimento, ultrapassa em dimensões a maioria dos Marginellidae.

## Alimentação
A maioria dos moluscos Marginellidae perfura a armadura calcária de diversos invertebrados, enquanto outros são principalmente ectoparasitas hematófagos noturnos de peixes Scaridae.

## Classificação de Marginellidae: subfamílias e gêneros viventes
De acordo com o World Register of Marine Species, suprimidos os sinônimos e gêneros extintos.
Subfamília Granulininae G. A. Coovert & H. K. Coovert, 1995
Granulina Jousseaume, 1888
Granulinella Boyer, 2017
Granulinopsis Boyer, 2017
Marginellopsis Bavay, 1911
Paolaura Smriglio & Mariottini, 2001
Pugnus Hedley, 1896
Subfamília Marginellinae J. Fleming, 1828
Alaginella Laseron, 1957
Austroginella Laseron, 1957
Balanetta Jousseaume, 1875
Bullata Jousseaume, 1875
Caribeginella Espinosa & Ortea, 1998
Closia Gray, 1857
Cryptospira Hinds, 1844
Dentimargo Cossmann, 1899
Eratoidea Weinkauff, 1879
Gibbacousteau Espinosa & Ortea, 2013
Glabella Swainson, 1840
Hyalina Schumacher, 1817
Hydroginella Laseron, 1957
Marginella Lamarck, 1799
Marigordiella Espinosa & Ortea, 2010
Mesoginella Laseron, 1957
Ovaginella Laseron, 1957
Protoginella Laseron, 1957
Prunum Herrmannsen, 1852
Rivomarginella Brandt, 1968
Serrata Jousseaume, 1875
Volvarina Hinds, 1844
Subfamília Marginelloninae Coan, 1965
Afrivoluta Tomlin, 1947
Marginellona Martens, 1904
Tateshia Kosuge, 1986